# Palaus i parcs de Potsdam i Berlín
Els palaus i parcs de Potsdam i Berlín són un grup de complexos de palaus i jardins que són a Potsdam, i a la capital alemanya, Berlín. El terme va ser utilitzat en la designació del conjunt cultural com a Patrimoni de la Humanitat per la UNESCO el 1990. Es va reconèixer la històrica unitat del seu paisatge, un exemple únic de disseny del paisatge en el context de les idees monàrquiques de l'estat prussià i els esforços comuns d'emancipació.
Inicialment, el lloc abastava 500 hectàrees, amb 150 projectes de construcció, durant el període comprès entre els anys 1730 a 1916. Dues etapes d'ampliació del Patrimoni de la Humanitat, el 1992 i 1999, van dur a la incorporació d'una àrea més gran per al patrimoni.

## Designació del 1990
- Palau i parc de Sanssouci a Potsdam
- Jardí nou (Neuer Garten), palau de Marbre, i Castell de Cecilienhof, nord-est de Sanssouci, a Potsdam
- Palau i parc de Babelsberg, a Potsdam
- Palau de Glienicke i parc de Klein-Glienicke, a Berlín
- Volkspark Klein Glienicke, Berlín
- Nikolskoe log house, Berlín
- Pfaueninsel (Ile-aux-Paons), Berlín
- Böttcherberg (mont Böttcher), Berlín
- Jagdschloß Glienicke (pavelló de caça de Glienicke), Berlín

## Ampliació del 1992
- Església de la Redempció, Sacrow (Heilandskirche), Potsdam
- Palau i parc de Sacrow a Potsdam

## Ampliació de 1999
- Lindenallee
- Antiga escola de jardiners i el Kaiserbahnhof
- Palau i parc de Lindstedt
- Vila de Bornstedt, església, cementiri i paisatge nord del parc de Sanssouci
- El Seekoppel (paisatge zona oest de la muntanya de les Runes)
- Voltaireweg (cinturó verd i carretera entre el parc de Sanssouci i el nou jardí)
- Àrea d'entrada del parc de Sanssouci.
- Alexandrowka (cases de troncs)
- El Pfingstberg
- Entre el Pfingstberg i el nou jardí
- Southern shore del Jungfernsee
- Jardí Reial (bosc dels dos cantons del palau i parc de Sacrow)
- Aproximació al parc de Babelsberg
- Observatori de Babelsberg